# Delfinidina
La delfinidina è una antocianidina. Il 3-glucoside della delfinidina prende il nome di mirtillina.